# The Piano Guys
The Piano Guys — американський музичний гурт, до якого входять Джон Шміт, Стівен Шарп Нельсон, Тел Стюарт, Пол Андерсон та Ал ван дер Бек (нід. Al van der Beek). Вони стали відомими завдяки YouTube, де можна було переглянути відеозаписи популярних композицій, що були професійно змонтовані Полом Андерсоном і Телом Стюартом. У грудні 2011 гурт випустив свій перший альбом, а другий — у жовтні 2012 року.

## Історія
Пол Андерсон був власником крамниці з продажу фортепіано у Сент Джорджі, штат Юта. Джон Шміт, який на той час уже був відомим як сольний виконавець на фортепіано, зайшов до крамниці і попросив пограти перед концертом. Пол, вражений майстерністю Джона, запропонував йому записуватися на відео і використовувати записи як торгову рекламу. Пропозиція була прийнята і незабаром до них приєдналися Стівен Шарп Нельсон та Ал ван дер Бек — старі друзі Джона Шміта. Через деякий час перші відео були опубліковані на каналі You Tube. Гурт був названий The Piano Guys, на честь крамниці Пола.

## Успіх
Відео на YouTube стали швидко набирати популярність і досягали мільйонів переглядів. На грудень 2018 року канал групи налічує більше 600 мільйонів переглядів і більше 6 млн. 500 тис. підписа́нь.

## Ролі
Джон Шміт грає на фортепіано, Стівен Шарп Нельсон на віолончелі — як акустичній так і електричній, Пол Андерсон виконує роль продюсера та відео-режисера, Ал ван дер Бек — музичного продюсера і композитора.

## Музика
Стівен Шарп Нельсон є засновником «віолончельної перкусії» — альтернативної гри, що поєднує в собі традиційні, ліричні методи віолончелі з нетрадиційним піцикато (гра за допомогою щипання струн) та ударною технікою. Грі на віолончелі почав навчатися у віці 8 років, ударних — 12 років і гітарі — 17 років. Винайдений ним новий метод гри на віолончелі є поєднанням елементів гри на кожному з цих інструментів.
У більшості своїх творів гурт записує декілька доріжок, які потім об'єднуються. Це створює враження, що багато виконавців грають одночасно.

## Дискографія

### YouTube Hits Vol. 1
Альбом випущений у грудні 2011 року.
1. Michael Meets Mozart
2. Moonlight
3. Without You
4. The Cello Song
5. Rolling In The Deep
6. Cello Wars (Radio Edit)
7. O Fortuna (Carmina Burana)
8. Bring Him Home (Les Misérables)
9. Charlie Brown Medley
10. Rock Meets Rachmaninoff
11. All Of Me

Наступні дві композиції містяться лише в редакції альбому Limited Edition:
- More Than Words
- Twinkle Lullaby

### The Piano Guys
Альбом випущений у жовтні 2012 року.
1. Titanium / Pavane
2. Peponi (Paradise)
3. Code Name Vivaldi
4. Beethoven's 5 Secrets
5. Over the Rainbow / Simple Gifts
6. Cello Wars
7. Arwen's Vigil
8. Moonlight
9. A Thousand Years
10. Michael Meets Mozart
11. The Cello Song
12. Rolling in the Deep
13. What Makes You Beautiful